# Caprinidae
Famille
Les Caprinidae sont une famille fossile de mollusques bivalves de l'ordre des rudistes. Ces espèces sont apparues entre 137 à 66 Ma avant notre ère. Ils ont donc vécu durant le Crétacé du Mésozoïque.

## Historique
La famille des Caprinidae est décrite en 1847 par le paléontologue français Alcide Dessalines d'Orbigny (1802-1857),,.

### Fossiles
Selon Paleobiology Database en 2025, cette famille fossile de bivalves a 123 collections référencées de fossiles. Ces collections de fossiles sont du Valanginien du Crétacé inférieur au Maastrichtien inférieur du Crétacé supérieur, c'est-à-dire de 137 à 66 Ma avant notre ère,

## Liste des genres
Selon WoRMS en 2025 cette famille des Caprinidae a huit genres inclus :
- † Caprina d'Orbigny, 1822
- † Offneria Paquier, 1905
- † Orthoptychus Futterer, 1892
- † Pachytraga Paquier, 1900
- † Praecaprina Paquier, 1905
- † Pseudocaprina Chartrousse & Masse, 1999
- † Schiosia Böhm, 1892
- † Sphaerucaprina Gemmellaro, 1865

Cependant PaleoDB en 2025 ajoute la sous-famille des Caprinuloideinae sans taxons inclus et les quatre genres fossiles suivants :
- † Kipia  G. D. Harris & F. Hodson, 1922 mis en synonyme de Caprina par WoRMS,
- † Lithocalamus Lupher & Packard 1930
- † Pacificaprina Kiessling, 2003
- † Sabinia Parona, 1908

### Publication originale
- [1847] Alcide Dessalines d'Orbigny, « Sur les Brachiopodes ou Palliobranches (deuxième mémoire) », Comptes Rendus Hebdomadaires des Séances de l'Académie des Sciences, vol. 25,‎ 1847, p. 266–269.